# The Last Angry Man
The Last Angry Man es una película dramática estadounidense de 1959, protagonizada por Paul Muni (en su última aparición cinematográfica), David Wayne, Betsy Palmer, Billy Dee Williams (en su debut cinematográfico) y Godfrey Cambridge. Fue escrita por Richard Murphy a partir de la novela de Gerald Green (quien también la adaptó) y fue dirigida por Daniel Mann.
La película fue nominada al Premio de la Academia al Mejor Actor (Paul Muni) y a la Mejor Dirección Artística en Blanco y Negro (Carl Anderson, William Kiernan). 

## Sinopsis
Un viejo doctor judío (Paul Muni) de Brooklyn es convencido de aparecer en el show televisivo de un productor (David Wayne).

## Reparto
- Paul Muni como Dr. Samuel "Sam" Abelman
- David Wayne como Woodrow "Woody" Thrasher
- Betsy Palmer como Anna Thrasher
- Luther Adler como el Dr. Max Vogel
- Claudia McNeil como Mrs. Quincy
- Joby Baker como Myron Malkin
- Joanna Moore como Alice Taggart
- Nancy R. Pollock como Sarah Abelman
- Billy Dee Williams como Josh Quincy
- Robert F. Simon como Lyman Gatting
- Dan Tobin como Ben Loomer

## Recepción
Paul S. Cowan de The Harvard Crimson escribió que la película "combina algunos de los mejores efectos cinematográficos con muchos de los peores".
Variety escribió que el actor principal "ofrece una actuación superlativa".